# Драйден (Нью-Йорк)
Драйден (англ. Dryden) — місто (англ. town) в США, в окрузі Томпкінс штату Нью-Йорк. Населення — 13 905 осіб (2020).

## Демографія
Згідно з переписом 2010 року, у місті мешкало 14 435 осіб у 6016 домогосподарствах у складі 3555 родин. Було 6418 помешкань
Расовий склад населення:
| - 91,0 % — білих - 2,9 % — чорних або афроамериканців - 1,9 % — азіатів - 0,3 % — корінних американців |

До двох чи більше рас належало 2,9 %. Частка іспаномовних становила 3,1 % від усіх жителів.
За віковим діапазоном населення розподілялося таким чином: 21,3 % — особи молодші 18 років, 67,3 % — особи у віці 18—64 років, 11,4 % — особи у віці 65 років та старші. Медіана віку мешканця становила 37,6 року. На 100 осіб жіночої статі у місті припадало 100,1 чоловіків;  на 100 жінок у віці від 18 років та старших — 95,6 чоловіків також старших 18 років.
Середній дохід на одне домашнє господарство  становив 82 099 доларів США (медіана — 62 852), а середній дохід на одну сім'ю — 99 763 долари (медіана — 77 448). Медіана доходів становила 55 315 доларів для чоловіків та 44 466 доларів для жінок. За межею бідності перебувало 14,6 % осіб, у тому числі 24,7 % дітей у віці до 18 років та 3,5 % осіб у віці 65 років та старших.
Цивільне працевлаштоване населення становило 7794 особи. Основні галузі зайнятості: освіта, охорона здоров'я та соціальна допомога — 44,8 %, науковці, спеціалісти, менеджери — 11,9 %, роздрібна торгівля — 10,0 %.